# Gózd (powiat Radomski)
Gózd is een dorp in het Poolse woiwodschap Mazovië, in het district Radomski. De plaats maakt deel uit van de gemeente Gózd en telt 800 inwoners.